# Assegno al nucleo familiare
L'assegno al nucleo familiare (ANF) è stato istituito nell'ordinamento italiano dall'art. 2 del D.L. 13 marzo 1988, n. 69, convertito con modificazioni in legge 13 maggio 1988, n. 153.
L'assegno al nucleo familiare spesso viene confuso con gli assegni familiari regolati dal T.U. approvato con D.P.R. 30 maggio 1955 n. 797.

## Soggetti spettanti
L'assegno viene erogato al dipendente o al percettore di pensione che ne faccia specifica richiesta e per lo stesso nucleo familiare non può essere concesso più di un assegno. L'assegno viene erogato nel settore privato dall'INPS o dall'INPGI mentre per i dipendenti dei comparti ministeri, scuola, agenzie fiscali, vigili del fuoco, conservatori e alta formazione viene erogato direttamente dalle direzioni territoriali dell'economia e delle finanze competenti per provincia.
Il diritto alla percezione delle somme si prescrive in cinque anni. L'importo dell'assegno varia in relazione ai componenti il nucleo familiare, alla presenza o meno di persone inabili ed è inversamente proporzionale al reddito complessivo. Le tabelle vengono aggiornate annualmente.

## Motivi di esclusione
L'assegno non spetta se la somma dei redditi da lavoro dipendente ed assimilati è inferiore al 70% del reddito complessivo del nucleo familiare (articolo 2 – comma 10 – D.L. 13 marzo 1988 convertito con legge 13 maggio 1988 n. 153).

## Modifiche apportate dalla legge finanziaria 2005
Con decorrenza dal 1º gennaio 2005 - in attuazione del decreto del 4 aprile 2005, attuativo dell'art. 1, comma 559, della legge finanziaria 30 dicembre 2004 -  stabilisce che il coniuge, non titolare di autonomo diritto - con apposita domanda - può richiedere l'assegno per nucleo familiare al datore di lavoro tenuto all'erogazione dell'assegno al coniuge.

## Modifiche apportate dalla legge finanziaria 2007
La Legge del 27 dicembre 2006, n. 296 (Finanziaria 2007), comma 11, ha apportato importanti variazioni alla normativa riguardante l'assegno per nucleo familiare. Ricordiamo le principali:
- Sono stati rideterminati i livelli di reddito e gli importi dell'assegno relativi ai nuclei familiari con entrambi i genitori o un solo genitore e con almeno un figlio minore, in cui non siano presenti componenti inabili (tabella 11 “Nuclei familiari con entrambi i genitori e almeno un figlio minore in cui non siano presenti componenti inabili” e tabella 12 “Nuclei familiari con un solo genitore e almeno un figlio minore in cui non siano presenti componenti inabili).
- Per i nuclei familiari con più di cinque componenti oltre i genitori (a partire da sette componenti totali) o il genitore (da sei componenti totali), l'assegno viene maggiorato di un ulteriore 15 per cento nonché di 660,00 euro per ogni componente oltre il quinto.
- Per i nuclei familiari composti da un solo genitore e tre componenti oltre il genitore è previsto un assegno aggiuntivo.
- È previsto un aumento dell'importo dell'assegno del 15 per cento per le altre tipologie di nuclei con figli.
- Sono state aggiornate le decurtazioni per i nuclei composti anche da fratelli, sorelle o nipoti dei genitori o dal genitore.
- Ai fini della determinazione dell'assegno per nucleo familiare, in presenza di nuclei numerosi (almeno quattro figli o equiparati di età inferiore a 26 anni compiuti) vengono considerati al pari dei figli minori anche i figli o equiparati di età superiore a 18 anni compiuti ed inferiore a 21 anni compiuti purché studenti o apprendisti.

Sono rimasti invece invariati i livelli di reddito e gli importi dell'assegno relativi ai nuclei familiari senza figli.